# Mammillaria microthele
Mammillaria microthele es una especie  del género Mamillaria endémica de Coahuila de Zaragoza y San Luis Potosí en México. Su hábitat natural son los desiertos. Está considerada en peligro de extinción por pérdida de hábitat. 
Algunos autores la consideran una subespecie de Mammillaria formosa.

## Descripción
Pequeño cactus (alrededor de 6 cm de diámetro) de forma globosa o discoidal con el ápice deprimido que se divide dicotómicamente formando densas masas. Las areolas tienen alrededor de 6 mm con las axilas lanosas o desnudas y espinas cortas de color blanco. Las pequeñas flores de color blanco surgen de las axilas de las areolas.

## Distribución y hábitat
Limitada a un área pequeña (de 250 km²) en el norte de San Luis Potosí y Tamaulipas, donde sólo son conocidas en siete localidades (confirmado por los especímenes de herbario). La estimación de la población es de menos de 6.000 individuos y es altamente especulativa. Pilbeam (1999) reporta esta especie como de rango de distribución más grande en San Luis Potosí, Tamaulipas, Guanajuato y Coahuila, sin embargo, no existen ejemplares de herbario adicionales para confirmarlo.

## Taxonomía
Mammillaria microthele fue descrita por Monv. ex C.F.Först. & Rümpler y publicado en Allgemeine Gartenzeitung : 11, en el año 1848.
Etimología
Mammillaria: nombre genérico que fue descrita por vez primera por Carolus Linnaeus como Cactus mammillaris en 1753, nombre derivado del latín mammilla = tubérculo, en alusión a los tubérculos que son una de las características del género.
microthele: epíteto latíno 
Sinonimia
- Mammillaria formosa subsp. microthele (Muehlenpf.) D.R. Hunt[5]